# Lemvig (municipio)
El municipio de Lemvig es un municipio (kommune) de Dinamarca en el oeste de Jutlandia. Administrativamente, se incluye en la región de Jutlandia Central, y su capital es la localidad de Lemvig.
El actual municipio de Lemvig es una creación de la reforma municipal danesa de 2007, puesta en vigencia el 1 de enero de ese año. Comprende los antiguos municipios de Lemvig y Thyborøn-Harboøre, que existieron entre 1970 y 2006.

## Localidades
El municipio de Lemvig tiene una población de 21.384 habitantes en 2012. Su capital y localidad más poblada es Lemvig, con 7.131. Hay 10 localidades urbanas (byer, con más de 200 habitantes). Un total de 6.958 personas viven en zonas rurales (lansddistrikter, localidades con menos de 200 habitantres).
| Localidades más pobladas de Lemvig |              |                  |
| N.º                                | Localidad    | Población (2012) |
| 1                                  | Lemvig       | 7.131            |
| 2                                  | Thyborøn     | 2.200            |
| 3                                  | Harboøre     | 1.596            |
| 4                                  | Nørre Nissum | 1.018            |
| 5                                  | Bøvlingbjerg | 576              |
| 6                                  | Bækmarksbro  | 531              |
| 7                                  | Ramme        | 440              |
| 8                                  | Klinkby      | 358              |
| 9                                  | Lomborg      | 334              |
| 10                                 | Bonnet       | 216              |